# Empunyadura amb bateria

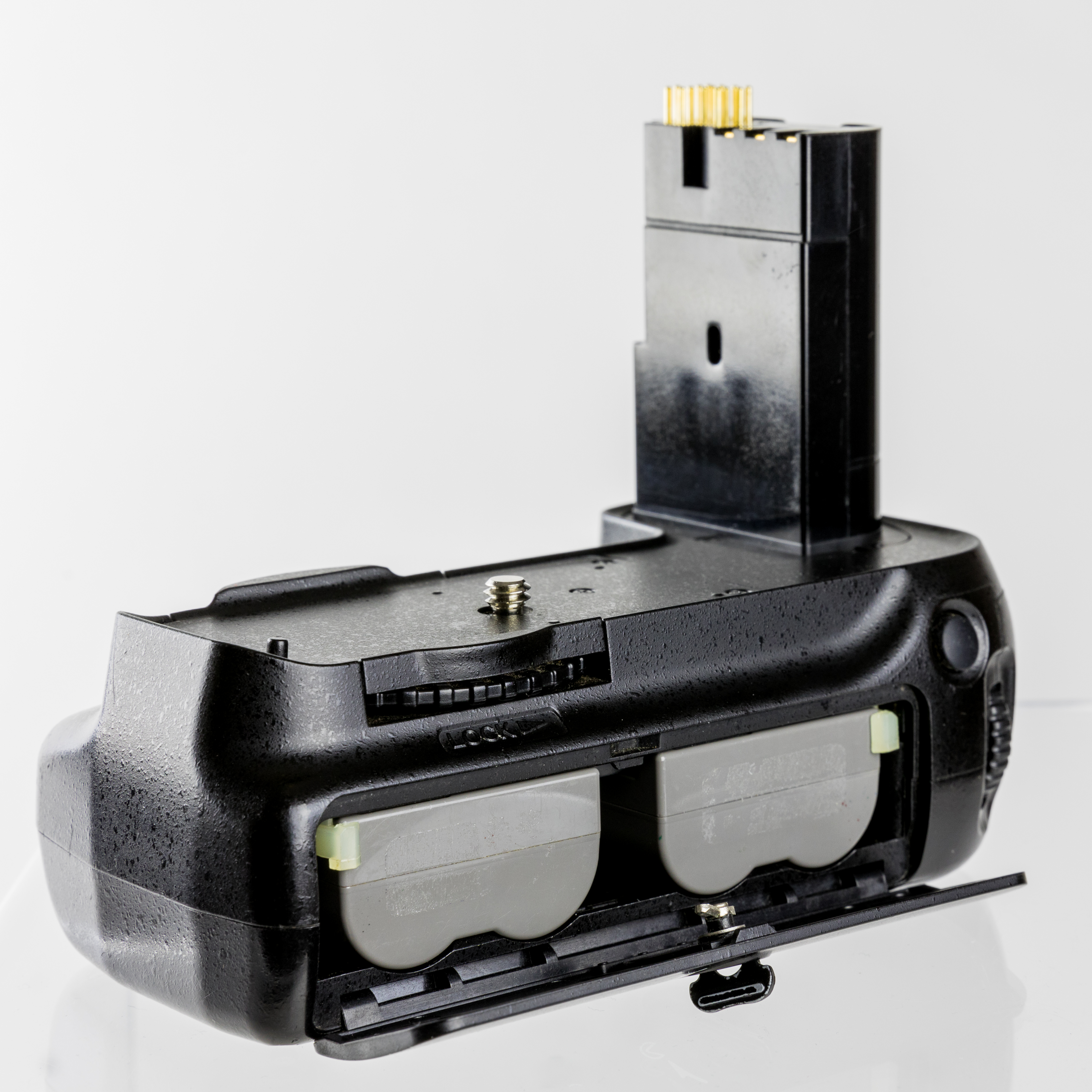
Empunyadura amb el casset obert

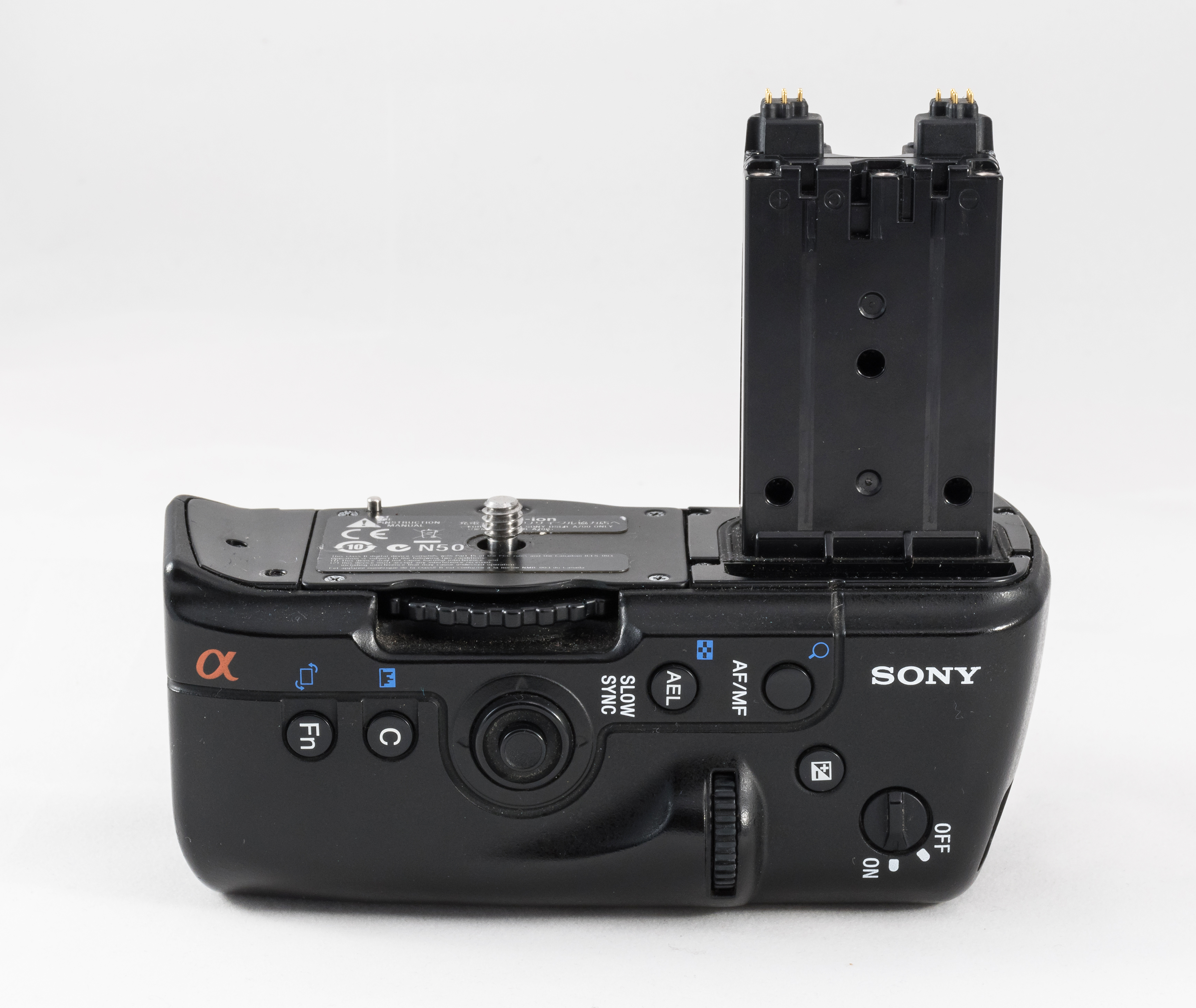
Empunyadura amb controls

L'empunyadura amb bateria (battery grip en anglès) és un accessori per a una càmera SLR / DSLR o sense mirall (i ocasionalment altres càmeres), que permet que la càmera contingui diverses bateries a fi d'allargar la durada de la càmera i afegir una adherència vertical (per disparar en vertical) amb un botó disparador addicional (i altres controls). Alguns models també fan que la càmera pugui realitzar ràfegues més ràpides i, per tant, tindre més fotogrames per segon.

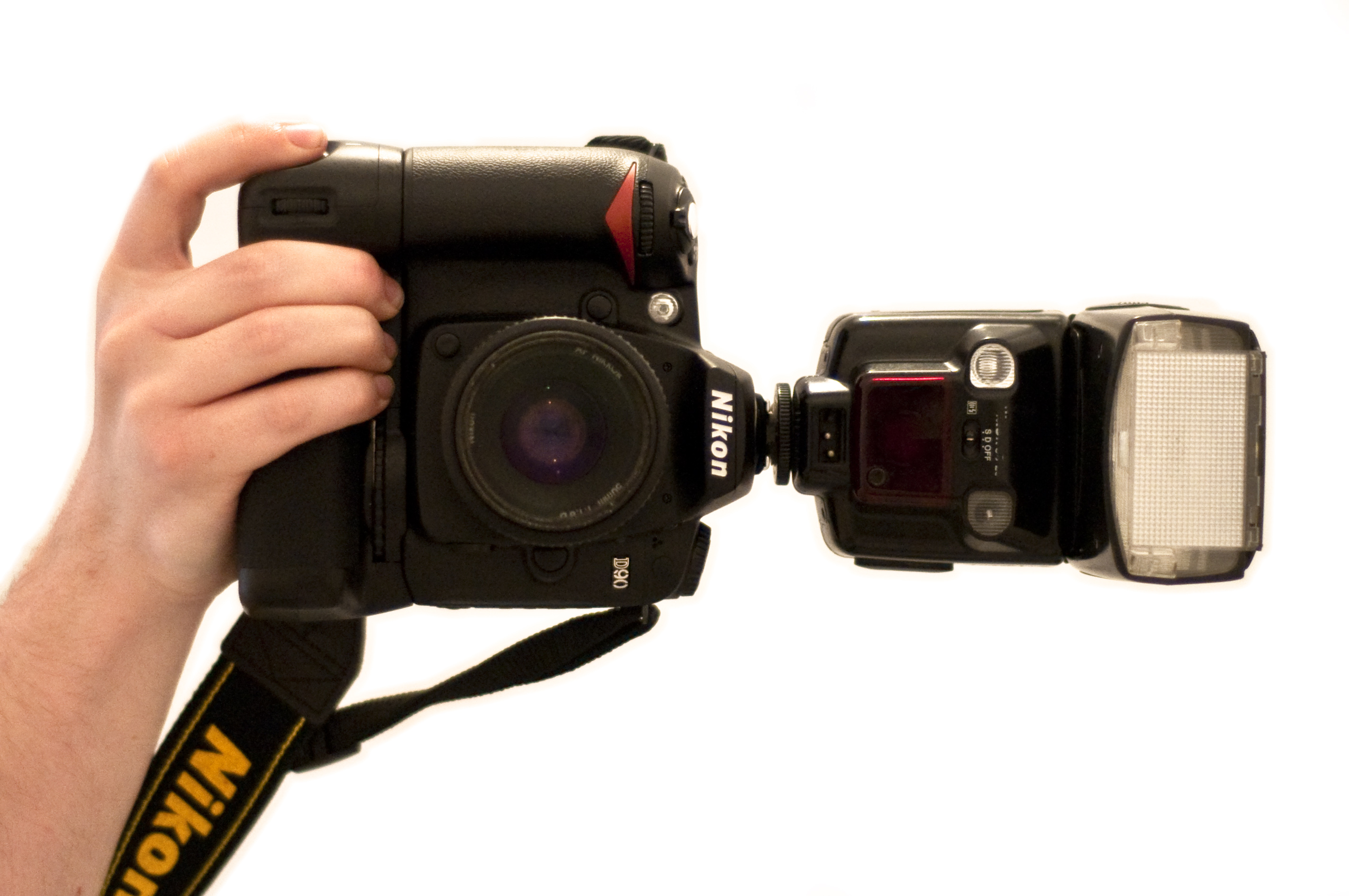
Empunyadura amb adherència vertical

Normalment, es connecta al cos de la càmera a través del compartiment de la bateria i de la rosca de trípode. Aquest proporciona un casset per introduir diverses bateries addicionals i així augmentar la durada de la bateria de la càmera. La majoria de les empunyadures també inclouen un segon casset que permet al fotògraf disparar utilitzant piles AA.
Aquest accessori sol estar dissenyat per adaptar-se només a un o uns quants models de càmera específics, ja que han de coincidir amb la forma del cos, els connectors i els requisits d'alimentació.